# Teorema di fluttuazione-dissipazione
In meccanica statistica il teorema di fluttuazione-dissipazione (FDT), detto anche relazione di fluttuazione-dissipazione (FDR), è un potente strumento che permette di prevedere il comportamento dei sistemi che obbediscono al principio del bilancio dettagliato. Se appunto un sistema obbedisce a tale principio, il teorema è una dimostrazione generale del fatto che le fluttuazioni termiche di una variabile fisica predicono la risposta del sistema (e viceversa), quantificata dall'ammettenza o dall'impedenza (da intendersi in senso generalizzato, non solo elettromagnetico) della stessa variabile fisica (come tensione, differenza di temperatura, ecc.). Il teorema di fluttuazione-dissipazione si applica sia ai sistemi meccanici classici che a quelli quantistici.
Il teorema generale di fluttuazione-dissipazione fu dimostrato da Herbert Callen e Theodore Welton nel 1951, e poi ampliato da Ryogo Kubo. Ci furono comunque alcuni antecedenti della relazione generale in particolari sistemi fisici, come il lavoro di Einstein sul moto browniano durante il suo annus mirabilis, e la spiegazione, da parte di Harry Nyquist nel 1928, del rumore di Johnson nei resistori elettrici.

## Esempi qualitativi

Esempio della traiettoria seguita da una particella in moto browniano

Il teorema di fluttuazione-dissipazione afferma che quando è presente un processo che dissipa energia, trasformandola in calore (come l'attrito), esiste un processo inverso legato alle fluttuazioni termiche. Alcuni esempi sono:
- Drag idrodinamico e moto browniano

Se un oggetto si muove attraverso un fluido, subisce una certa resistenza da parte di esso. Tale resistenza dissipa l'energia cinetica del corpo, trasformandola in calore. La fluttuazione corrispondente è il moto browniano. Un oggetto in un fluido non sta completamente fermo, ma si muove con una velocità del fluido lo urtano di continuo. Il moto browniano quindi converte l'energia termica del fluido in energia cinetica del corpo, il contrario del drag.
- Resistenza elettrica e rumore Johnson

Se la corrente elettrica scorre attraverso un circuito chiuso con dentro un resistore, andrà rapidamente a zero a causa della resistenza elettrica. Quest'ultima infatti dissipa l'energia elettrica, trasformandola in calore (effetto Joule). La fluttuazione corrispondente è il rumore di Johnson. Un circuito con un resistore al suo interno non ha in realtà corrente esattamente nulla, ma ha una corrente molto debole e rapidamente fluttuante causata dalle fluttuazioni termiche degli elettroni e degli atomi all'interno del resistore. Il rumore di Johnson converte quindi l'energia termica in energia elettrica, il contrario della resistenza.
- Assorbimento della luce e radiazione termica

Quando la luce colpisce un oggetto, una parte di essa viene assorbita, riscaldando l'oggetto. In questo modo, l'assorbimento della luce trasforma l'energia luminosa in calore. La fluttuazione corrispondente è la radiazione termica (ad esempio il bagliore di un oggetto incandescente). La radiazione termica trasforma l'energia termica in energia luminosa, il contrario dell'assorbimento della luce. Infatti, la legge di Kirchhoff per la radiazione termica afferma che quanto più efficacemente un oggetto assorbe la luce, tanto maggiore è la radiazione termica che emette.

## Esempi quantitativi

### Moto browniano
Nel suo articolo del 1905 sul moto browniano, Albert Einstein notò che le stesse forze casuali che causano il movimento errabondo di una piccola particella, si opporrebbero al suo moto se la stessa particella fosse trascinata attraverso il fluido. In altre parole, le fluttuazioni della particella a riposo hanno la stessa origine delle forze dissipative di attrito viscoso contro cui si deve agire, se si cerca di perturbare il sistema in una particolare direzione.
Partendo da questa osservazione, Einstein fu in grado di utilizzare la meccanica statistica per derivare la relazione di Einstein-Smoluchowski
{\displaystyle D={\mu \,k_{\rm {B}}T},}
che collega la costante di diffusione {\displaystyle D} con la mobilità {\displaystyle \mu } delle particelle, ossia il rapporto tra la velocità limite della particella e una forza applicata che la fa muovere. {\displaystyle k_{B}} è la costante di Boltzmann e {\displaystyle T} è la temperatura assoluta.

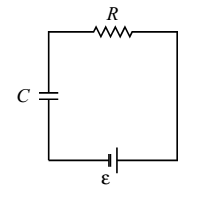
Un circuito semplificato per illustrare il rumore termico di Johnson-Nyquist in un resistore.

### Rumore termico in una resistenza
Fra il 1926 e il 1928, John B. Johnson scoprì, e Harry Nyquist spiegò, il rumore di Johnson-Nyquist. Se non viene applicata una corrente, la tensione quadratica media dipende dalla resistenza {\displaystyle R}, dall'agitazione termica {\displaystyle k_{\rm {B}}T} e dalla larghezza di banda {\displaystyle \Delta \nu } su cui viene misurata la tensione:
{\displaystyle \langle V^{2}\rangle \approx 4Rk_{\rm {B}}T\,\Delta \nu .}
Questa osservazione può essere compresa attraverso il teorema di fluttuazione-dissipazione. Si consideri, ad esempio, un semplice circuito, costituito da un resistore con una resistenza {\displaystyle R} e un condensatore con una piccola capacità {\displaystyle C}. La legge di Kirchhoff porta a:
{\displaystyle V=-R{\frac {dQ}{dt}}+{\frac {Q}{C}},}
per cui la funzione di risposta per questo circuito è
{\displaystyle \chi (\omega )\equiv {\frac {Q(\omega )}{V(\omega )}}={\frac {1}{{\frac {1}{C}}-i\omega R}}.}
Nel limite di basse frequenze {\displaystyle \omega \ll (RC)^{-1}}, la sua parte immaginaria è semplicemente
{\displaystyle {\text{Im}}\left[\chi (\omega )\right]\approx \omega RC^{2}}
che poi può essere collegata alla funzione di autocorrelazione {\displaystyle S_{V}(\omega )} della tensione, sfruttando il teorema di fluttuazione-dissipazione:
{\displaystyle S_{V}(\omega )={\frac {S_{Q}(\omega )}{C^{2}}}\approx {\frac {2k_{\rm {B}}T}{C^{2}\omega }}{\text{Im}}\left[\chi (\omega )\right]=2Rk_{\rm {B}}T.}
Il rumore di tensione Johnson-Nyquist {\displaystyle \langle V^{2}\rangle } viene osservato all'interno di una piccola larghezza di banda di frequenza {\displaystyle \Delta \nu =\Delta \omega /(2\pi )} centrata intorno a {\displaystyle \omega =\pm \omega _{0}}. Quindi
{\displaystyle \langle V^{2}\rangle \approx S_{V}(\omega )\times 2\Delta \nu \approx 4Rk_{\rm {B}}T\Delta \nu }

## Formulazione generale
Esistono diverse possibili formulazioni del teorema fluttuazione-dissipazione, una è la seguente.
Sia {\displaystyle x(t)} un osservabile di un sistema dinamico con hamiltoniana {\displaystyle H_{0}(x)}, soggetto a sbalzi termici. L'osservabile {\displaystyle x(t)} oscillerà intorno al suo valore medio {\displaystyle \langle x\rangle _{0}} con fluttuazioni caratterizzate da uno spettro di potenza {\displaystyle S_{x}(\omega )=\langle {\hat {x}}(\omega ){\hat {x}}^{*}(\omega )\rangle }, in cui {\displaystyle {\hat {x}}(\omega )} è la trasformata di Fourier nel tempo di {\displaystyle x(t)}. Si supponga di poter accendere un campo, spazialmente costante ma variabile nel tempo, {\displaystyle f(t)} che modifica l'hamiltoniana in {\displaystyle H(x)=H_{0}(x)-f(t)x} . La risposta dell'osservabile {\displaystyle x(t)} in tale campo dipendente dal tempo {\displaystyle f(t)} è caratterizzata, in prima approssimazione, dalla funzione di suscettibilità, o di risposta lineare, {\displaystyle \chi (t)} del sistema
{\displaystyle \langle x(t)\rangle =\langle x\rangle _{0}+\int \limits _{-\infty }^{t}\!f(\tau )\chi (t-\tau )\,d\tau ,}
dove la perturbazione viene accesa adiabaticamente (molto lentamente) a {\displaystyle \tau =-\infty }.
Il teorema di fluttuazione-dissipazione mette in relazione lo spettro di potenza a due lati (cioè con un dominio di frequenze sia positive che negative) di {\displaystyle x} con la parte immaginaria della trasformata di Fourier {\displaystyle {\hat {\chi }}(\omega )} della suscettibilità {\displaystyle \chi (t)}:
{\displaystyle S_{x}(\omega )={\frac {2k_{\mathrm {B} }T}{\omega }}\mathrm {Im} \,{\hat {\chi }}(\omega ).}
Il membro di sinistra descrive le fluttuazioni {\displaystyle x}, il membro di destro è invece strettamente correlato all'energia dissipata dal sistema quando forzato da un campo oscillante {\displaystyle f(t)=F\sin(\omega t+\phi )} .
Questa è la forma classica del teorema; le fluttuazioni quantistiche possono essere prese in considerazione sostituendo {\displaystyle 2k_{\mathrm {B} }T/\omega } con {\displaystyle {\hbar }\,\coth(\hbar \omega /2k_{\mathrm {B} }T)} (il cui limite per {\displaystyle \hbar \to 0} è {\displaystyle 2k_{\mathrm {B} }T/\omega } ).
Il teorema di fluttuazione-dissipazione può essere generalizzato in modo immediato al caso di campi variabili nello spazio, al caso di più variabili o ad un'impostazione quantistica. Un caso particolare in cui la quantità fluttuante è l'energia stessa è il teorema di fluttuazione-dissipazione per il calore specifico dipendente dalla frequenza.

## Derivazione

### Versione classica
Si ricava dunque il teorema di fluttuazione-dissipazione nella forma data sopra, usando la stessa notazione. Si consideri il seguente esempio: il campo {\displaystyle f} è acceso da un tempo infinito nel passato e viene spento a {\displaystyle t=0}:
{\displaystyle f(t)=f_{0}\theta (-t),}
dove {\displaystyle \theta (t)} è la funzione theta Heaviside. Si può esprimere il valore di aspettazione di {\displaystyle x} in termini della distribuzione di probabilità {\displaystyle W(x,0)} e dalla probabilità di transizione {\displaystyle P(x',t|x,0)}:
{\displaystyle \langle x(t)\rangle =\int dx'\int dx\,x'P(x',t|x,0)W(x,0).}
La funzione di distribuzione di probabilità {\displaystyle W(x,0)} è una distribuzione di equilibrio, e quindi data dalla distribuzione di Boltzmann per l'Hamiltoniana {\displaystyle H(x)=H_{0}(x)-xf_{0}}:
{\displaystyle W(x,0)={\frac {\exp(-\beta H(x))}{\int dx'\,\exp(-\beta H(x'))}}\;,}
dove {\displaystyle \beta ^{-1}=k_{\rm {B}}T}. Nel limite di campo esterno debole {\displaystyle \beta xf_{0}\ll 1}, si può espandere il membro di destra
{\displaystyle W(x,0)\approx W_{0}(x)[1+\beta f_{0}(x(0)-\langle x\rangle _{0})],}
dove {\displaystyle W_{0}(x)} è la distribuzione di equilibrio in assenza di campo esterno. Inserendo questa approssimazione nella formula per {\displaystyle \langle x(t)\rangle } si trova:
{\displaystyle \langle x(t)\rangle =\langle x\rangle _{0}+\beta f_{0}A(t),}
dove {\displaystyle A(t)} è la funzione di autocorrelazione di {\displaystyle x} in assenza di campo esterno:
{\displaystyle A(t)=\langle [x(t)-\langle x\rangle _{0}][x(0)-\langle x\rangle _{0}]\rangle _{0}.}
Si noti che in assenza di campo esterno il sistema è invariante rispetto alle traslazioni temporali. Si può riscrivere {\displaystyle \langle x(t)\rangle -\langle x\rangle _{0}} utilizzando la suscettibilità del sistema:
{\displaystyle f_{0}\int _{0}^{\infty }d\tau \,\chi (\tau )\theta (\tau -t)=\beta f_{0}A(t).}
Di conseguenza:
{\displaystyle -\chi (t)=\beta {\operatorname {d} A(t) \over \operatorname {d} t}\theta (t).}
Per poter arrivare alla dipendenza dalla frequenza, è necessario prendere la trasformata di Fourier di quest'ultima equazione. Integrando per parti, è possibile dimostrare:
{\displaystyle -{\hat {\chi }}(\omega )=i\omega \beta \int \limits _{0}^{\infty }\mathrm {e} ^{-i\omega t}A(t)\,dt-\beta A(0).}
Poiché {\displaystyle A(t)} è reale e simmetrica, ne consegue
{\displaystyle 2\,\mathrm {Im} [{\hat {\chi }}(\omega )]=\omega \beta {\hat {A}}(\omega ).}
Infine, per i processi stazionari, il teorema di Wiener-Khinchin afferma che la densità spettrale a due lati è uguale alla trasformata di Fourier della funzione di autocorrelazione:
{\displaystyle S_{x}(\omega )={\hat {A}}(\omega ).}
Pertanto, ne consegue che
{\displaystyle S_{x}(\omega )={\frac {2k_{\text{B}}T}{\omega }}\,\mathrm {Im} [{\hat {\chi }}(\omega )].}

### Versione quantistica
Il teorema di fluttuazione-dissipazione mette in relazione la funzione di correlazione {\displaystyle \langle {\hat {x}}(t){\hat {x}}(0)\rangle } dell'osservabile di interesse {\displaystyle {\hat {x}}(t)} (una misura delle fluttuazioni) con la parte immaginaria della funzione di risposta {\displaystyle {\text{Im}}\left[\chi (\omega )\right]=\left[\chi (\omega )-\chi ^{*}(\omega )\right]/2i} nel dominio delle frequenza (una misura della dissipazione). Un collegamento tra queste quantità può essere trovato attraverso la cosiddetta formula di Kubo
{\displaystyle \chi (t-t')={\frac {i}{\hbar }}\theta (t-t')\langle [{\hat {x}}(t),{\hat {x}}(t')]\rangle }
che deriva, nelle ipotesi della teoria della risposta lineare, dall'evoluzione temporale della media d'ensemble dell'osservabile {\displaystyle \langle {\hat {x}}(t)\rangle } in presenza di una sorgente di perturbazioni. Applicando la trasformata di Fourier, la formula di Kubo permette di scrivere la parte immaginaria della funzione di risposta come
{\displaystyle {\text{Im}}\left[\chi (\omega )\right]={\frac {1}{2\hbar }}\int _{-\infty }^{+\infty }\langle {\hat {x}}(t){\hat {x}}(0)-{\hat {x}}(0){\hat {x}}(t)\rangle e^{i\omega t}dt.}
Nell'insieme canonico il secondo termine può essere riscritto come
{\displaystyle \langle {\hat {x}}(0){\hat {x}}(t)\rangle ={\text{Tr }}e^{-\beta {\hat {H}}}{\hat {x}}(0){\hat {x}}(t)={\text{Tr }}{\hat {x}}(t)e^{-\beta {\hat {H}}}{\hat {x}}(0)={\text{Tr }}e^{-\beta {\hat {H}}}\underbrace {e^{\beta {\hat {H}}}{\hat {x}}(t)e^{-\beta {\hat {H}}}} _{{\hat {x}}(t-i\hbar \beta )}{\hat {x}}(0)=\langle {\hat {x}}(t-i\hbar \beta ){\hat {x}}(0)\rangle }
dove nella seconda uguaglianza è stato riposizionato {\displaystyle {\hat {x}}(t)} utilizzando la proprietà ciclica della traccia. Successivamente, nella terza uguaglianza, si è inserito {\displaystyle e^{-\beta {\hat {H}}}e^{\beta {\hat {H}}}} nella traccia e interpretato {\displaystyle e^{-\beta {\hat {H}}}} come operatore di evoluzione temporale {\displaystyle e^{-{\frac {i}{\hbar }}{\hat {H}}\Delta t}}, con un intervallo di tempo immaginario {\displaystyle \Delta t=-i\hbar \beta }. La traslazione temporale immaginaria si trasforma in un fattore {\displaystyle e^{-\beta \hbar \omega }} nella trasformata di Fourier
{\displaystyle \int _{-\infty }^{+\infty }\langle {\hat {x}}(t-i\hbar \beta ){\hat {x}}(0)\rangle e^{i\omega t}dt=e^{-\beta \hbar \omega }\int _{-\infty }^{+\infty }\langle {\hat {x}}(t){\hat {x}}(0)\rangle e^{i\omega t}dt}
e quindi l'espressione per {\displaystyle {\text{Im}}\left[\chi (\omega )\right]} può essere facilmente riscritta come una relazione quantistica di fluttuazione-dissipazione
{\displaystyle S_{x}(\omega )=2\hbar \left[n_{\rm {BE}}(\omega )+1\right]{\text{Im}}\left[\chi (\omega )\right]}
dove la densità spettrale di potenza {\displaystyle S_{x}(\omega )} è la trasformata di Fourier della funzione di autocorrelazione {\displaystyle \langle {\hat {x}}(t){\hat {x}}(0)\rangle }, e {\displaystyle n_{\rm {BE}}(\omega )=\left(e^{\beta \hbar \omega }-1\right)^{-1}} è la funzione di distribuzione di Bose-Einstein. Lo stesso calcolo porta anche a:
{\displaystyle S_{x}(-\omega )=e^{-\beta \hbar \omega }S_{x}(\omega )=2\hbar \left[n_{\rm {BE}}(\omega )\right]{\text{Im}}\left[\chi (\omega )\right]\neq S_{x}(+\omega )}
quindi, a differenza di quanto ottenuto nel caso classico, la densità spettrale di potenza non è esattamente simmetrica in frequenza nel limite quantistico. Consistentemente, {\displaystyle \langle {\hat {x}}(t){\hat {x}}(0)\rangle } possiede una parte immaginaria originata dalle regole di commutazione degli operatori. L'ulteriore termine " {\displaystyle +1} " nell'espressione di {\displaystyle S_{x}(\omega )} per frequenze positive si può pensare anche come legato all'emissione spontanea. Un'altra quantità spesso citata è la densità spettrale di potenza simmetrica
{\displaystyle {\frac {S_{x}(\omega )+S_{x}(-\omega )}{2}}=2\hbar \left[n_{\rm {BE}}(\omega )+{\frac {1}{2}}\right]{\text{Im}}\left[\chi (\omega )\right]=\hbar \coth \left({\frac {\hbar \omega }{2k_{B}T}}\right){\text{Im}}\left[\chi (\omega )\right].}
Il termine " {\displaystyle +1/2} "può essere pensato come legato alle fluttuazioni quantistiche o all'energia di punto zero dell'osservabile {\displaystyle {\hat {x}}}. A temperature sufficientemente elevate, {\displaystyle n_{\rm {BE}}\approx (\beta \hbar \omega )^{-1}\gg 1}, cioè il contributo quantistico è trascurabile, e si ritrova la versione classica.

## Violazioni nei sistemi vetrosi
Il teorema di fluttuazione-dissipazione fornisce una relazione generale tra la risposta dei sistemi che obbediscono al bilancio dettagliato, ma quando questo viene violato la relazione fra le fluttuazioni e la dissipazione diventa più complessa. Al di sotto della cosiddetta temperatura di transizione vetrosa {\displaystyle T_{\rm {g}}}, i sistemi vetrosi (intesi nel senso generale del termine) non sono all'equilibrio, avvicinandosi molto lentamente a tale stato. Questo lento avvicinamento all'equilibrio è indice di violazione del bilancio dettagliato. Questi sistemi quindi richiedono grandi scale temporali per poter essere studiati.
Per studiare la violazione della relazione fluttuazione-dissipazione nei sistemi vetrosi, in particolare nei vetri di spin, una collaborazione internazionale (che comprendeva anche Giorgio Parisi) ha eseguito, utilizzando dei supercomputer, simulazioni numeriche di sistemi macroscopici (cioè grandi rispetto alle loro lunghezze di correlazione) descritti dal modello tridimensionale di Edwards-Anderson in tre dimensioni. In tali simulazioni, il sistema è inizialmente posto ad alta temperatura, rapidamente raffreddato a {\displaystyle T=0.64T_{\rm {g}}} ( quindi al di sotto della temperatura di transizione vetrosa) {\displaystyle T_{g}}, e lasciato evolvere verso l'equilibrio per un tempo {\displaystyle t_{\rm {w}}} molto lungo, immerso in un campo magnetico {\displaystyle H}. Poi, in un secondo momento {\displaystyle t+t_{\rm {w}}}, vengono esaminate due osservabili dinamiche, ovvero la funzione di risposta
{\displaystyle \chi (t+t_{\rm {w}},t_{\rm {w}})\equiv \left.{\frac {\partial m(t+t_{\rm {w}})}{\partial H}}\right|_{H=0}}
e la funzione di correlazione dello spin nel tempo:
{\displaystyle C(t+t_{\rm {w}},t_{\rm {w}})\equiv {\frac {1}{V}}\left.\sum _{x}\langle S_{x}(t_{\rm {w}})S_{x}(t+t_{\rm {w}})\rangle \right|_{H=0}}
dove {\displaystyle S_{x}=\pm 1} è lo spin posto sul sito {\displaystyle x} del reticolo cubico di volume {\displaystyle V}, e {\displaystyle m(t)\equiv {\frac {1}{V}}\sum _{x}\langle S_{x}(t)\rangle } è la densità di magnetizzazione. La relazione di fluttuazione-dissipazione di questo sistema può essere scritta in termini di tali osservabili come
{\displaystyle T\chi (t+t_{\rm {w}},t_{\rm {w}})=1-C(t+t_{\rm {w}},t_{\rm {w}})}
I risultati di tale studio confermano l'idea che, poiché il sistema viene lasciato evolvere verso l'equilibrio su tempi lunghi, la relazione fluttuazione-dissipazione è più vicina a essere soddisfatta.
A metà degli anni '90, nello studio della dinamica dei modelli di vetri di spin, fu scoperta una generalizzazione del teorema di fluttuazione-dissipazione che vale per stati asintotici non stazionari, dove la temperatura che compare nella relazione all'equilibrio è sostituita da una temperatura effettiva con una dipendenza non banale dalle scale temporali. Questa relazione si suppone che valga nei sistemi vetrosi in generale, e non solo nei modelli per i quali è stata inizialmente ricavata.

### Approfondimenti
- Weber J, Fluctuation Dissipation Theorem, in Physical Review, vol. 101, n. 6, 1956,  pp. 1620-1626, Bibcode:1956PhRv..101.1620W, DOI:10.1103/PhysRev.101.1620.
- Felderhof BU, On the derivation of the fluctuation-dissipation theorem, in Journal of Physics A, vol. 11, n. 5, 1978,  pp. 921-927, Bibcode:1978JPhA...11..921F, DOI:10.1088/0305-4470/11/5/021.
- Cristani A, Ritort F, Violation of the fluctuation-dissipation theorem in glassy systems: basic notions and the numerical evidence, in Journal of Physics A, vol. 36, n. 21, 2003,  pp. R181–R290, Bibcode:2003JPhA...36R.181C, DOI:10.1088/0305-4470/36/21/201, arXiv:cond-mat/0212490.
- Chandler D, Introduction to Modern Statistical Mechanics, Oxford University Press, 1987,  pp. 231–265, ISBN 978-0-19-504277-1.
- Reichl LE, A Modern Course in Statistical Physics, Austin TX, University of Texas Press, 1980,  pp. 545-595, ISBN 0-292-75080-3.
- Plischke M, Bergersen B, Equilibrium Statistical Physics, Englewood Cliffs, NJ, Prentice Hall, 1989,  pp. 251-296, ISBN 0-13-283276-3.
- Pathria RK, Statistical Mechanics, Oxford, Pergamon Press, 1972,  pp. 443, 474–477, ISBN 0-08-018994-6.
- Huang K., Statistical Mechanics, New York, John Wiley and Sons, 1987,  pp. 153, 394–396, ISBN 0-471-81518-7.
- Callen HB, Thermodynamics and an Introduction to Thermostatistics, New York, John Wiley and Sons, 1985,  pp. 307–325, ISBN 0-471-86256-8.
- Mohammad H. Ansari e Yuli V. Nazarov, Exact correspondence between Rényi entropy flows and physical flows, in Physical Review B, vol. 91, n. 17, 2015,  p. 174307, Bibcode:2015PhRvB..91q4307A, DOI:10.1103/PhysRevB.91.174307, arXiv:1502.08020.